# Saint-Avit (Lot-et-Garonne)
Saint-Avit is een gemeente in het Franse departement Lot-et-Garonne (regio Nouvelle-Aquitaine) en telt 169 inwoners (2004). De plaats maakt deel uit van het arrondissement Marmande.

## Geografie
De oppervlakte van Saint-Avit bedraagt 9,1 km², de bevolkingsdichtheid is 18,6 inwoners per km².
De onderstaande kaart toont de ligging van Saint-Avit (Lot-et-Garonne) met de belangrijkste infrastructuur en aangrenzende gemeenten.

## Demografie
Onderstaande figuur toont het verloop van het inwonertal (bron: INSEE-tellingen).